# Selva Almada
Selva Almada (Villa Elisa, Entre Ríos,  5 de abril de 1973) es una escritora argentina. Considerada una de las escritoras contemporáneas más destacadas de la Argentina y América Latina, su obra ha sido comparada con la de William Faulkner, Juan Carlos Onetti, Carson McCullers y Flannery O’Connor. Su primera novela, El viento que arrasa (2012), fue elogiada por el público y la crítica, además de haber sido considerada como la novela del año por Revista Ñ. Su crónica de no ficción Chicas muertas (2014), acerca de tres feminicidios ocurridos en la Argentina en la década de los ochenta, la consolidó como escritora feminista. Ha sido traducida a los idiomas francés, inglés, italiano, portugués, alemán, holandés, sueco, noruego y turco.

## Biografía

### Primeros años
Selva Almada nació el 5 de abril de 1973 en la ciudad de Villa Elisa, provincia de Entre Ríos, Argentina. En 1991, a los 17 años, se trasladó a Paraná, donde comenzó a estudiar Comunicación Social. Sin embargo, abandonó la carrera para comenzar el Profesorado de Literatura en el Instituto de Enseñanza Superior de Paraná, al tiempo que dio forma a sus primeras producciones literarias. Algunas de ellas fueron elaboradas a partir del taller que María Elena Lothringer ofreció en la Facultad de Comunicación.
Sus primeros relatos fueron publicados en el semanario Análisis de Paraná. En esa misma ciudad, dirigió entre 1997 y 1998 un proyecto literario-cultural autogestionado llamado «Caelum Blue». En el año 2000, decidió mudarse a la ciudad de Buenos Aires. Allí, su formación como narradora se afianzó después de participar del taller literario del escritor Alberto Laiseca.

### Trayectoria literaria
Almada comenzó su carrera como escritora con la publicación de su primer poemario, Mal de muñecas (2003), al que le siguió su primer libro de cuentos, Niños (2005). En 2007, publicó su segunda colección de relatos, Una chica de provincia. En 2010, obtuvo una beca del Fondo Nacional de las Artes.
En 2012, su producción literaria cobró notoriedad y elogios con la publicación de su primera novela, El viento que arrasa. El libro contó con varias reediciones, fue considerado la novela del año por Revista Ñ, publicado en el exterior y traducido a los idiomas francés, portugués, holandés y alemán. En 2016, fue estrenada su adaptación a ópera, a cargo de Beatriz Catani y Luis Menacho. En 2019, además, la novela obtuvo el First Book Award de Edimburgo por su traducción al inglés.
En 2012, publicó el e-book Intemec. En 2013, publicó su segunda novela, Ladrilleros, acerca del romance entre dos hombres y la rivalidad de sus familias. En 2014, visibilizó tres femicidios ocurridos en la Argentina en la década de los ochenta y se proyectó como escritora feminista con la publicación de su crónica de no ficción Chicas muertas y el relato para la revista Anfibia «Desde entonces, sigo viva».
En 2015, publicó el libro de cuentos El desapego es una manera de querernos. Ese mismo año, fue finalista del Premio Rodolfo Walsh de la Semana Negra de Gijón por Chicas muertas. De marzo a julio del 2017, dictó un taller de lectura y escritura llamado «Mirarse el ombligo», y publicó el libro El mono en el remolino. Notas del rodaje de Zama de Lucrecia Martel, sobre el rodaje de la película homónima de Lucrecia Martel.
En 2020, fundó la librería Salvaje Federal, y publicó el libro de cuentos infantiles Los inocentes, en colaboración con su hermana Lilian Almada, quien hizo las ilustraciones. Además, publicó su tercera novela, No es un río, con la que la finalizó la llamada «trilogía de varones», que comenzó con sus dos novelas anteriores. En 2021, colaboró junto al director argentino Maximiliano Schonfeld en el guion de la película Jesús López, y fue finalista del Premio Bienal de Novela Mario Vargas Llosa por No es un río.
En noviembre del 2023, tuvo estreno en el Festival de Cine de Mar del Plata la adaptación cinematográfica de El viento que arrasa. En diciembre de ese año, Almada obtuvo en Roma el premio IILA-Literatura por No es un río. En marzo del 2024, fue finalista del Premio Booker por la traducción al inglés de No es un río, realizada por la editorial Charco Press. A fines de ese mismo mes, tuvo su estreno internacional la adaptación cinematográfica de El viento que arrasa. En febrero del 2025, publicó junto a cuatro colegas Laiseca, el Maestro. Un retrato íntimo, una biografía coral del autor de Los sorias.

## Vida personal
Almada realizó viajes a la provincia del Chaco, lo que, sumado a su experiencia de infancia y juventud en el Litoral argentino, motivó varios de los escenarios y temáticas de sus libros. En este sentido, la escritora se definió a sí misma como «una chica de provincia». Desde el año 2000, reside en la ciudad de Buenos Aires, donde dicta talleres literarios.

## Obra

### Novela
- El viento que arrasa (2012, Mardulce)
- Ladrilleros (2013, Mardulce)
- No es un río (2020, Penguin Random House)

### Cuento
- Niños (2005, Editorial de la Universidad Nacional de La Plata)
- Una chica de provincia (2007, Gárgola)
- Intemec (2012, e-book)
- El desapego es una manera de querernos (2015, Penguin Random House)
- Los inocentes (2020, Editorial de Entre Ríos, en colaboración con Lilian Almada)

### Poesía
- Mal de muñecas (2003, Carne Argentina)

### Crónica
- Chicas muertas (2014, Penguin Random House)
- El mono en el remolino. Notas del rodaje de Zama de Lucrecia Martel (2017, Penguin Random House)

### Guion
- Jesús López (2021, guion, en colaboración con Maximiliano Schonfeld)

### Biografía
- Laiseca, el Maestro. Un retrato íntimo (2025, Penguin Random House, publicado como «Chanchín» y en colaboración con Rusi Millán Pastori, Guillermo Naveira, Sebastián Pandolfelli y Natalia Rodríguez Simón)

## Premios y becas
- 2010: Beca del Fondo Nacional de las Artes.[14]
- 2019: First Book Award de Edimburgo por El viento que arrasa.[43]
- 2023: Premio IILA-Literatura de Roma por No es un río.[36]
- 2024ː Finalista Premio International Booker por No es un río.[44]
- 2024ː Premio Konex 2024 Letras - Novelaː Período 2018-2020. Diploma al mérito.[45]